# زبان ارمنی-تاتی
«ارمنی-تاتی» گونه‌ای از زبان فارسی است که در جمهوری آذربایجان، ارمنستان و روسیه بدان سخن گفته می‌شود. ارمنی-تات‌ها گویشوران این زبان هستند و بدان «پارسِرِن» می‌گویند که به معنای «فارسی» است. از نظر بیشتر پژوهشگران، این مردم در اصل ارمنی‌هایی بودند که بعدها زبان تاتی را به عنوان زبان نخست خود برگزیدند.
امروزه زبان ارمنی-تاتی تقریباً منقرض‌شده تلقی می‌شود و بیشتر ارمنی-تات‌ها به ارمنی و روسی روی آورده‌اند. در سال ۲۰۰۲، فقط ۳۶ ارمنی در روسیه تاتی را به عنوان زبان اول یا دوم صحبت می‌کردند. تعداد نامعلومی از گویشوران آن نیز در ارمنستان وجود دارد که در مجموع بیش از ۵۰ نفر هستند.